# Planococcus sulawesi
Planococcus sulawesi är en insektsart som beskrevs av Cox 1989. Planococcus sulawesi ingår i släktet Planococcus och familjen ullsköldlöss. Inga underarter finns listade i Catalogue of Life.